# Aka-shita
Aka-shita  es un yōkai que aparece en el libro Gazu Hyakki Yakō de Toriyama Sekien.
El artista lo dibuja como una bestia con garras y un rostro peludo.
El cuerpo se esconde detrás de nubes negras y lo dibuja sobre las rejas de una entrada.
Dentro de su boca abierta se observa una larga lengua.
Sekien no dejó una nota que explique sobre este yōkai, por lo tanto, no hay conocimientos si en realidad es una creación del artista o si perteneció a la creencia popular.
Pero quizás lo relacionó a shakuzetsujin, un dios de lengua roja que es el guardián de la entrada del oeste de Júpiter; o a akakuchi
También lo pudo relacionar a shakuzetsunichi, un día de mala suerte en el calendario de Onmyōdō. 

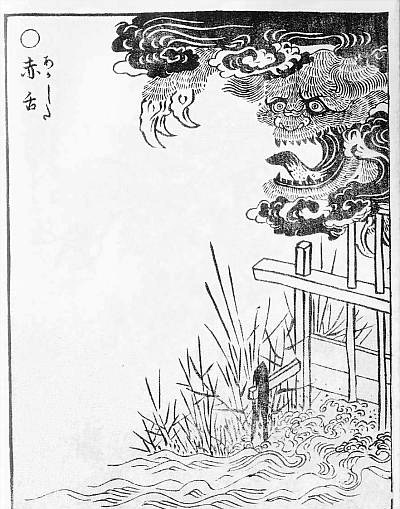
Aka-shita.

## Referencias

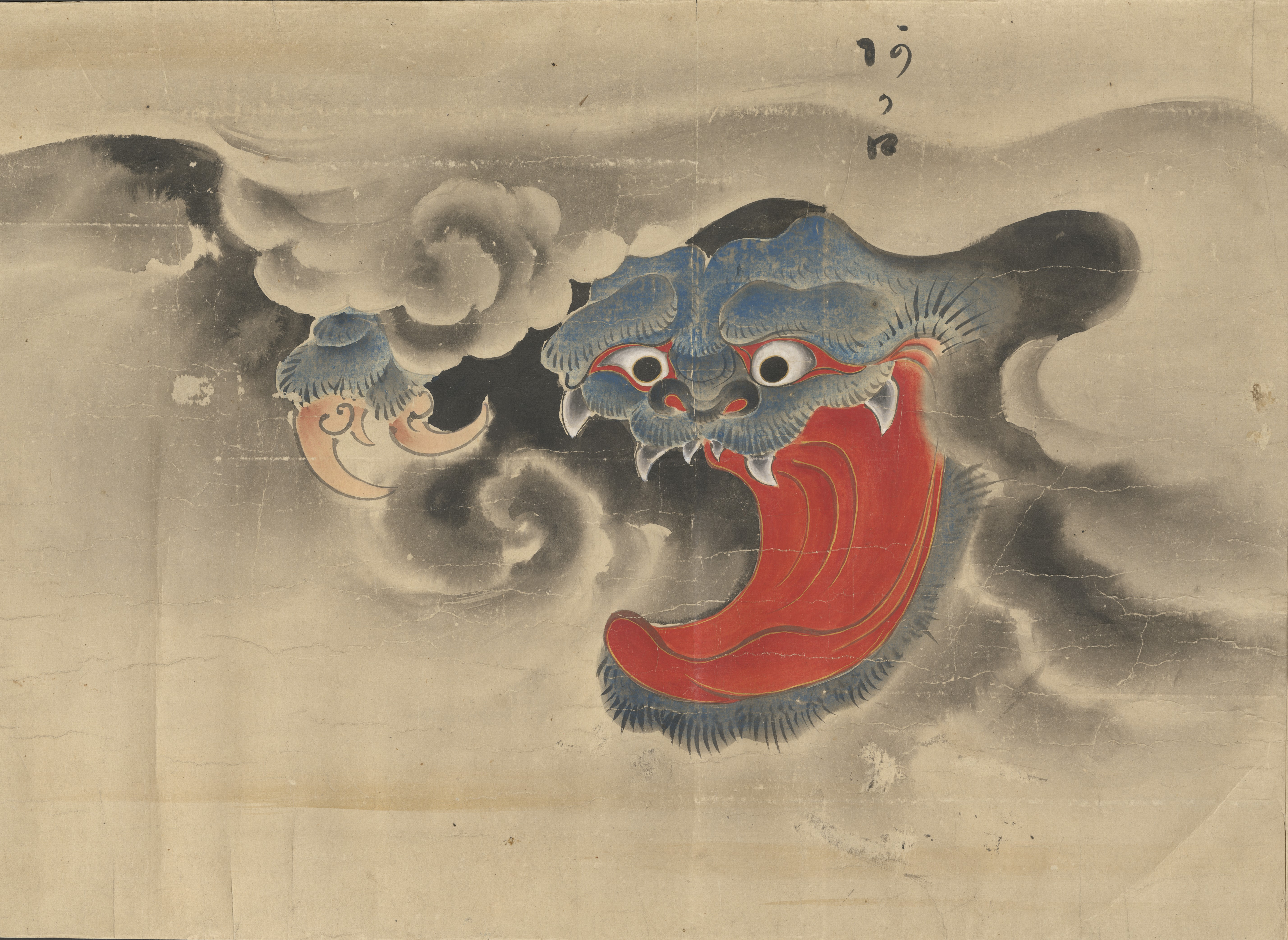
Akaguchi